# Giovanni da Pian del Carpine
Giovanni da Piano dei Carpini, també conegut com a Jean de Plan Carpin o Joannes de Plano (Pian del Carpine, Umbria, vers el 1182 - Antivari, Dalmàcia, 1 d'agost de 1252), fou un religiós italià al que el papa Innocenci IV va enviar a la cort mongola en una missió diplomàtica davant Güyük Khan, per mirar de convèncer el kan de convertir-se al cristianisme. Fou bisbe d'Antivari a Dalmàcia.

## Biografia
Fou un dels primers deixebles de Sant Francesc d'Assís i el 1221 fou designat per ell per a predicar la fe entre els germànics, encara pagans. Molt possiblement fou enviat pel papa Gregori IX com a ambaixador davant del rei de Tunísia. Tornà a Europa el 1241, i fou nomenat provincial de Colònia.

## El viatge de Jean de Plan Carpin

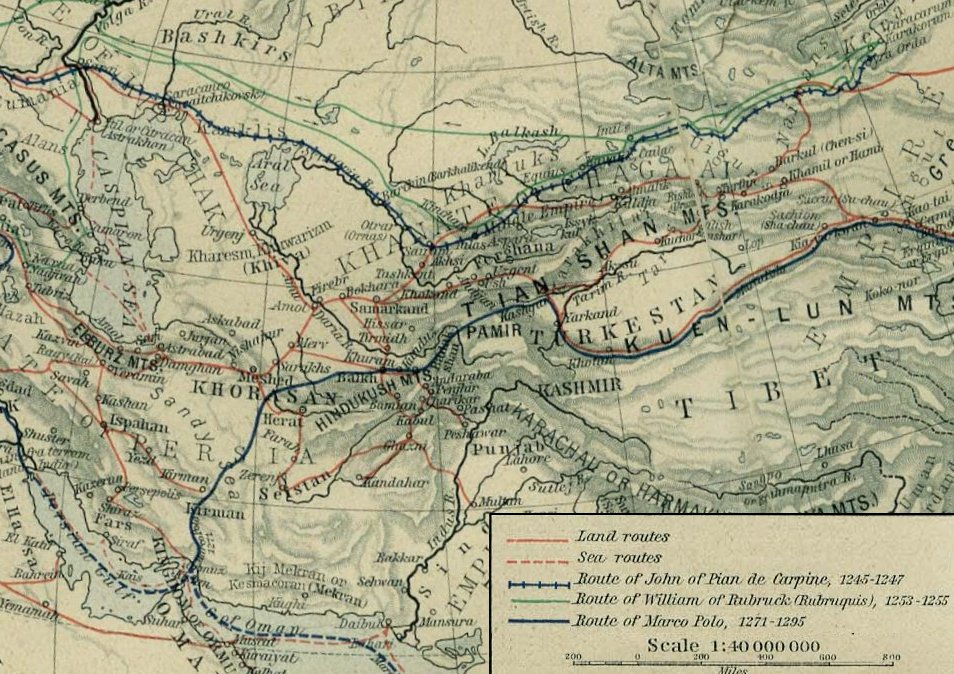
Mapa que mostra el viatge de Giovanni da Pian del Carpine cap a Orient, amb la ruta indicada en blau fosc)

L'ambaixada a Mongòlia li fou encarregada durant el Concili de Lió. Va sortir de Lió el 16 d'abril de 1245, creuant Alemanya, Polònia i Rússia, sortint de Kíev el 3 de febrer de 1246 i arribant a la cort del kan de Kiptxak, Batu Khan, al baix Volga. Batu el va enviar al gran kan a través de l'antic país dels kara khitai al sud del Balkhaix i per l'antic país dels naiman i va arribar el 22 de juliol de 1246 al campament imperial de Sira Ordo, a mig dia de Karakorum, on estava reunit el kuriltai.
Va assistir a l'elecció de Guyuk el 24 d'agost de 1246 i va deixar escrit un viscut relat dels fets. Piano dei Carpini testimonia que els nestorians, els quals Guyuk afavoria, celebraven la missa davant la tenda de l'emperador; els seus principals ministres eren nestorians. També ho era el conseller sirià Rabban-ata (xinès Li-pien-a-ta) encarregat dels afers religiosos.
Per mitjà de Tchinqai i Qadaq, Piano dei Carpini va exposar l'objecte del seu viatge: demanar els mongols de no atacar als prínceps occidentals i esdevenir cristians. Guyuk va respondre que abans que tot els prínceps cristians i el mateix Papa havien d'anar a la seva cort per retre-li homenatge, i considerà el seu poder diví i derivat del cel etern (en turc Mangü Tängri, en mongol Mongka Tängri) i ell mateix el representant de la divinitat i àrbitre dels diferents cultes.
Piano dei Carpini va sortir de Sira Ordo el 13 de novembre de 1246, cap al baix Volga, a la residència de Batu khan on va arribar el 9 de maig de 1247. Des d'allà va tornar a Occident via Kíev.
Piano dei Carpini va escriure un relat del viatge, i va portar les primeres informacions sobre el Tibet; la seva obre fou pública sota els títols: Relació Tàrtara i Historia Mongolorvm (l'Histoire des Mongols appelés par nous Tartares, description des coutumes, de la géographie, de l'histoire et des figures marquantes du peuple mongol). La seva obra fou publicada a La Haia el 1729 junt amb el relat dels viatges de Benjamí de Tudela i de Guillaume de Roubrouck; i més tard de manera més completa, seguint els manuscrits de Leyden, per M. d'Avezac a París, el 1838.
Després fou nomenat provincial franciscà a Allemanya i va predicar a Bohèmia, Hongria, Noruega i Dinamarca.